# Lyon-Grenoble-Lyon
Lyon-Grenoble-Lyon est une ancienne course cycliste française disputée de 1903 à 1956 entre Lyon et Grenoble en région Auvergne-Rhône-Alpes.

## Palmarès
| Année | Vainqueur             | Deuxième         | Troisième              |
| ----- | --------------------- | ---------------- | ---------------------- |
| 1903  | ? Néron               | ? Meziat         | Cyrille Jacquet        |
| 1911  | A. Devif              | Julien Ménétrier | Alphonse Payet         |
| 1913  | Maurice Pellet        | Maurice Guibert  | Gabriel Rérolle        |
| 1921  | André Narcy           | Riccardo Maffeo  | Joseph Curtel          |
| 1922  | François Huot         | Carlo Longoni    | Pierre Bachellerie     |
| 1923  | Guglielmo Ceccherelli | Henri Volland    | Claude Deniot          |
| 1924  | Guglielmo Ceccherelli | Louis Zabern     | Joseph Normand         |
| 1932  | Giuseppe Cassin       | Aldo Bertocco    | Pascual Martí          |
| 1933  | Joseph Soffietti      | Lucien Defond    | Joseph Straqualursi    |
| 1934  | Giuseppe Cassin       | Henri Poméon     | Jean Baptiste Foraizon |
| 1935  | Giuseppe Cassin       | Henri Poméon     | Edgar Hehlen           |
| 1936  | Georges Picolet       | Louis Bonnefond  | Rocco Lorino           |
| 1937  | Italo Slaviero        | Giuseppe Cassin  | Henri Poméon           |
| 1938  | Eugene Lemonon        | Joseph Vuillemin | Albert Rumelhart       |
| 1939  | Pierre Brambilla      | Giuseppe Martino | Giuseppe Martano       |
| 1949  | Joseph Soffietti      | Edgar Hehlen     | Angelo Colinelli       |
| 1950  | Pierre Baratin        | Antonin Rolland  | Angelo Colinelli       |
| 1951  | Marcel Claude Grail   | Pierre Lagrange  | Marius Bonnet          |
| 1952  | Alexandre Sowa        | Jean Forestier   | Pierre Baratin         |
| 1953  | Angelo Colinelli      | Marcel Fernandez | André Geneste          |
| 1954  | Jean Hobjanian        | Marcel Fernandez | Armand Panigutti       |
| 1956  | Angelo Colinelli      | Marcel Fernandez | Roger Foissette        |